# NGC 1163
NGC 1163 (другие обозначения — MCG −3-8-56, FGC 373, IRAS02580-1720, PGC 11359) — спиральная галактика с перемычкой (SBbc) в созвездии Эридана. Открыта Фрэнком Ливенвортом в 1885 году. Описание Дрейера: «очень тусклый, довольно маленький объект, сильно вытянутый в позиционном угле 75°». Галактика удаляется от Млечного Пути со скоростью 2285 км/с и удалена на расстояние 90—130 миллионов световых лет, а её диаметр составляет около 85 тысяч световых лет.
Этот объект входит в число перечисленных в оригинальной редакции «Нового общего каталога». Вторая версия Индекс-каталога содержит исправленные координаты относительно указанных в Новом общем каталоге, но даже с учётом поправки на прецессию оси Земли они отличаются от реальных на 1,5′.
Галактика обращена краем к наблюдателю. Масса газа в диске галактики оценивается в 7,57 млрд M⊙, масса толстого и тонкого диска — соответственно в 5,35 млрд M⊙ и 11,54 млрд M⊙. Центральная концентрация массы имеет угловой радиус 2,1′′ и массу 1,19 млрд M⊙. Характеристическая высота тонкого диска 1,2′′, толстого диска 5,4′′. Круговая скорость в галактике относительно невелика: 146 км/с.
Является членом группы галактик [CHM2007] LDC 217, в которую входят также NGC 1188, NGC 1199, NGC 1209, NGC 1145 и IC 276.